# Fashion Chicks
Fashion Chicks is een Nederlandse komedie-jeugdfilm uit 2015 geregisseerd door Jonathan Elbers. De film, met Liza Sips in de hoofdrol, ging op 2 december 2015 in première.
De film werd op 28 december 2015 bekroond met een Gouden Film voor het behalen van 100.000 bioscoopbezoekers.

## Verhaal
Esmee is een verlegen meisje van eenvoudige komaf. Sinds haar kindertijd droomt ze al om later fashion designer te worden, het liefste zou ze het ook dragen alleen dat kan ze niet betalen. Als Esmee stage mag lopen bij hét modebedrijf Wolff Fashion, wordt ze al snel gedegradeerd tot magazijnmedewerker.
Ze baalt enorm maar zit niet bij de pakken neer. In het magazijn heeft ze beschikking tot afgekeurde designkleding, hiermee begint ze haar eigen kleding mee te ontwerpen en begint ze haar eigen blog onder haar alter ego "Lizzy". Als ze toevallig op een Fashion Week verschijnt, gaat ze viraal en wordt ze dé blogger van Wolff Fashion. Esmee is genoodzaakt om een dubbelleven te gaan leiden waarbij het risico steeds groter wordt dat ze betrapt wordt.

## Rolverdeling
| acteur                     | acteur                     | personage              |
| -------------------------- | -------------------------- | ---------------------- |
| Liza Sips                  | Liza Sips                  | Esmee / Lizzy          |
| Pip Pellens                | Pip Pellens                | Tiffany                |
| Victoria Koblenko          | Victoria Koblenko          | Victoria Wolff         |
| Peter Faber                | Peter Faber                | Victor Wolff           |
| Patrick Martens            | Patrick Martens            | Lucien                 |
| Jason de Ridder            | Jason de Ridder            | Max                    |
| Carolina Levi              | Carolina Levi              | Carolina               |
| Myrthe Burger              | Myrthe Burger              | Cherry                 |
| Lone van Roosendaal        | Lone van Roosendaal        | Anita                  |
| Renée Fokker               | Renée Fokker               | Nel                    |
| Dorien Rose                | Dorien Rose                | Fashion Week model Kim |
| Robin Martens              | Robin Martens              | Anne-Fleur             |
| Julia Nauta en Sarah Nauta | Julia Nauta en Sarah Nauta | Lizzbian               |
| Hella Huizinga             | Hella Huizinga             | party planner          |
| Roel C. Verburg            | Roel C. Verburg            | leraar                 |
| Roué Verveer               | Roué Verveer               | Gerard                 |
| B-Brave                    | Kaj van der Voort          | Vince                  |
| B-Brave                    | Samuel Leijten             | David                  |
| B-Brave                    | Cassius Verbond            | Dwight                 |
| B-Brave                    | Dioni Jurado               | Jim                    |
| B-Brave                    | Jai Wowor                  | Lars                   |

## Trivia
- De jongens van de boyband B-Brave doen in de film mee als een dansgroep die op zoek is naar een model voor hun videoclip.